# Pāthri
Pāthri är en ort i Indien.   Den ligger i distriktet Parbhani och delstaten Maharashtra, i den centrala delen av landet, 1 000 km söder om huvudstaden New Delhi. Pāthri ligger 432 meter över havet och antalet invånare är 37 648.
Terrängen runt Pāthri är platt. Runt Pāthri är det ganska tätbefolkat, med 192 invånare per kvadratkilometer. Pāthri är det största samhället i trakten. Trakten runt Pāthri består till största delen av jordbruksmark.